# Geschützbrunnen

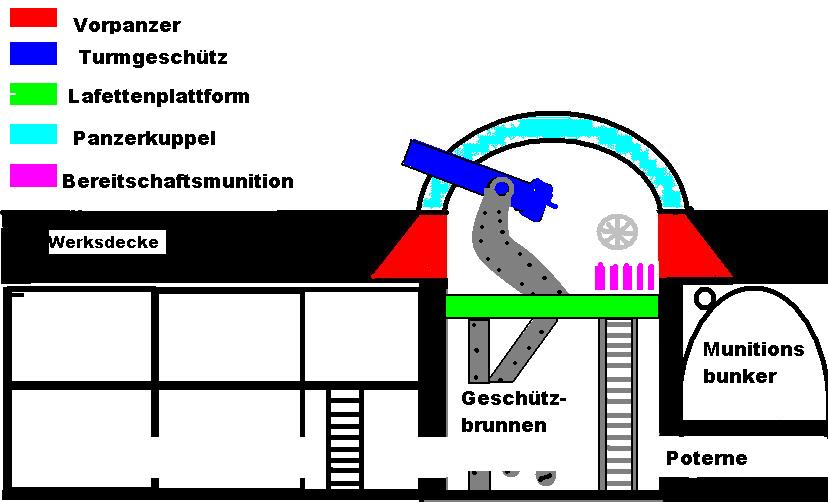
Kuppelgeschütz

Geschützturm eines Kampfschiffes mit ähnlichem System

Ein Geschützbrunnen ist Teil eines mit drehbaren Geschützpanzerkuppeln ausgestatteten Festungswerks.
Um die zum Betrieb eines drehbaren Kuppelgeschützes notwendigen Raumverhältnisse zu schaffen, musste unter der Turmkuppel ein vertikaler Schacht (der sog. Geschützbrunnen) angelegt  werden. Dieser Geschützbrunnen nahm die Lafettenplattform, die Bedienerauftritte für die Mannschaft, die Stellagen für die Bereitschaftsmunition sowie die notwendigen elektrischen Anlagen auf. Des Weiteren erfolgte durch ihn der Zugang für die Geschützmannschaft und der Munitionsnachschub. Je nach Geschützgröße war eine Schachttiefe von bis zu 15 Metern erforderlich.
Um die bauartbedingte Schwachstelle der Abbruchkante von der Horizontalen (Oberdeck) in die Vertikale (Schacht) zu verstärken, wurde am oberen Rand des Geschützbrunnens der sog. Vorpanzer eingebaut. Dieser Vorpanzer war ringförmig, aus Stahl gefertigt und gleichzeitig der Träger für die Geschützpanzerkuppel.

## Beispiele
- Tourelle Galopin de 155 mm R modèle 1907